# Ruslands Jernbaner
Ruslands Jernbaner drives af det nationale statsejede russiske jernbaneselskab (russisk: Российские железные дороги (РЖД); tr. Rossijskije zjeleznyje dorogi (RZjD)). Selskabet etableredes i 2003 og er blandt de største jernbaneselskaber i verden med 835.800(2014) ansatte og er det vigtigste jerbaneselskab i Rusland. Selskabet har hovedkontor i Moskva. Den totale længde af jernbanenettet er 85.281 km, hvilket gør det til verdens næststørste jernbanenet efter USA. I 1970'erne og 1980'erne udførte Sovjetunionens statslige jernbaner (forgængeren af Ruslands statslige jernbaner) mere godstransport på jernbane end resten af verden tilsammen. Denne trafik blev opereret på et jernbanenet, der kun udgjorde 10% af verdens samlede sporlængde.
Ruslands Jernbaner overtog det meste infrastruktur og rullende materiel fra de sovjetiske jernbaner. Sporvidden er hovedsageligt 1520 mm, dvs. bredspor. Desuden er der også smalsporede (1067 mm) spor. Af den samlede jernbane længde på 85 500 km er 22.000 km elektrificeret med 25 kV 50 Hz AC og 18.800 km elektrificeret ved 3 kV DC. Ruslands Statsjernbaner driver et forskningsinstitut for jerbanedrift i Sjtjérbinka, syd for Moskva.

## Jernbaner
Følgende jernbaneselskaber er datterselskaber af Ruslands Jernbaner:
 Rusland:
- Kaliningrads Jernbaner
- Oktober Jernbaner
- Moskvas Jernbaner
- Gorkij Jernbaner
- Sydøstlige Jernbaner
- Nordkaukasiske Jernbaner
- Krims Jernbaner (de facto)
- Volgas Jernbaner
- Kujbysjev Jernbaner
- Sydurals Jernbaner
- Nordlige Jernbaner
- Sverdlovsk Jernbaner
- Vestsibirske Jernbaner
- Krasnojarsk Jernbaner
- Østsibirske Jernbaner
- Transbajkals Jernbaner
- Fjernøstlige Jernbaner

 Abkhasien:
- Abkhasiens Jernbaner

 Armenien
- Sydkaukasiske Jernbaner